# آنتونیو د پردا
آنتونیو د پرِدا (اسپانیایی: Antonio de Pereda‎; c. مارس ۱۶۱۱ – ژانویه ۳۰, ۱۶۷۸ (۶۶−۶۷ سال)) نقاش اهل اسپانیا در دوره باروک بود. او بیشتر با آثارش در زمینهٔ طبیعت بیجان شناخته می‌شود.

## نگارخانه

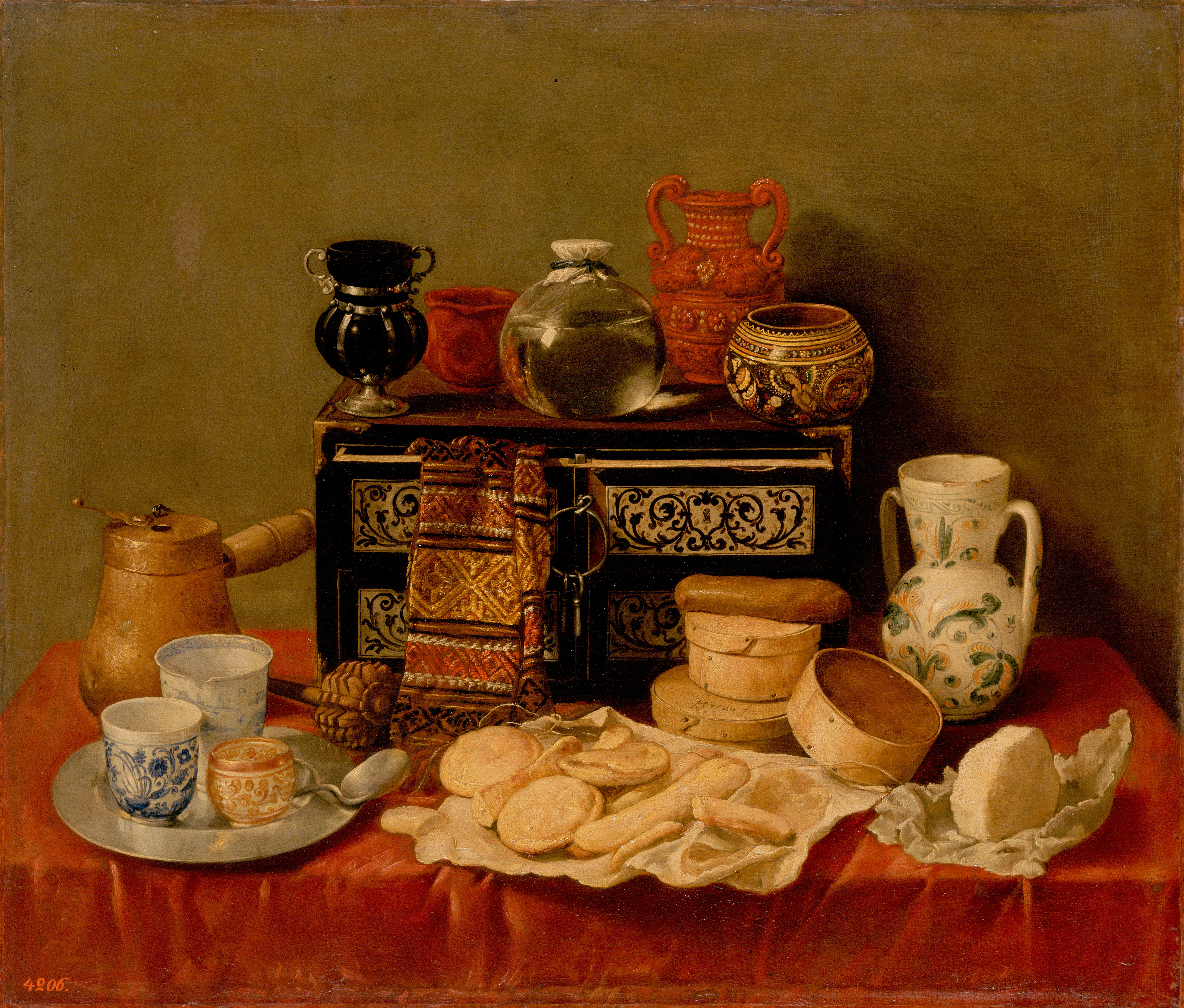
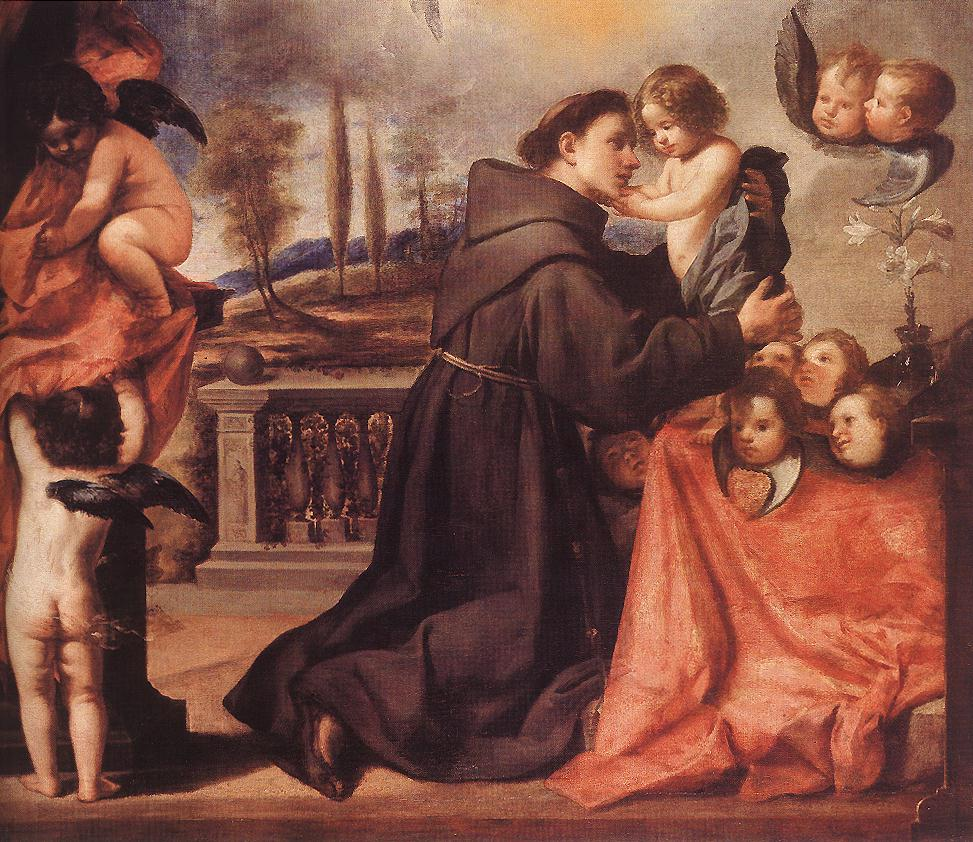
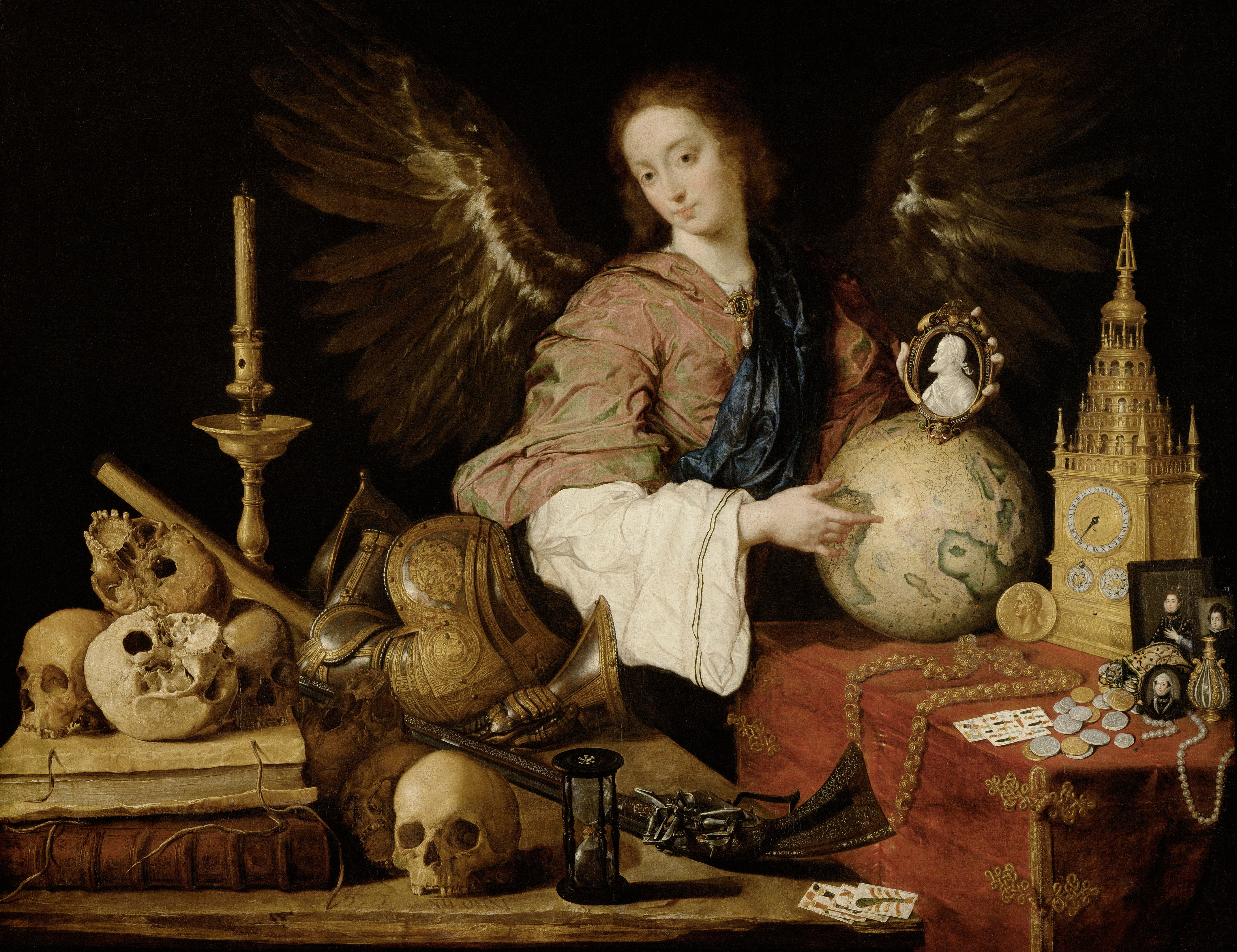